# Quintette pour piano et cordes no 2 de Dohnányi
Pour les articles homonymes, voir Quintette pour piano et cordes.
Le Quintette pour piano et cordes no 2 en mi bémol majeur opus 26 est une composition de musique classique d'Ernst von Dohnányi. Composé en 1914, il est créé la même année le 12 novembre 1914 à Berlin avec le compositeur au piano.

## Structure
1. Allegro
2. Intermezzo
3. Moderato

Durée d'exécution : vingt quatre minutes.